# اکسین (شرکت هواپیمایی)
اکسین (به انگلیسی: Oxin) یک شرکت هواپیمایی است که در ۱ ژانویه ۲۰۲۳ میلادی تأسیس شده‌است. دفتر مرکزی اکسین در اهواز، ایران واقع شده‌است و قطب این شرکت هواپیمایی در فرودگاه بین‌المللی اهواز قرار دارد.